# تنتینی
شهر تنتینی (به فرانسوی: Tintigny) در شهرستان ویرتن در استان لوکزامبورگ در منطقه فدرال والوون در کشور بلژیک واقع شده‌است.